# Sven Blomberg
Pour les articles homonymes, voir Blomberg (homonymie).
Sven Harry Blomberg, né le 4 février 1920 à Helsinki en Finlande et mort le 21 juin 2003 dans la paroisse Katarina de Stockholm, est un peintre, graveur et photographe suédois.

## Biographie
Sven Blomberg a fait ses études à la Birmingham Art School et à la Salde & Ruskin School d'Oxford. En Angleterre, il appartenait au groupe formé autour du peintre Victor Pasmore. Il a travaillé dans le domaine de la gravure et de la peinture et a exécuté des paysages et des compositions figurales. Il est, entre autres, représenté à la Contemporary Art Society de Londres et au Eskilstuna Art Museum.
Blomberg arrive en France, à Lacoste, après la guerre. Il rencontre Romaine Blomberg (née en 1921) avec laquelle il a été marié de 1961 à 1983 a eu une fille. En 1957, ils achètent une ferme sur les hauteurs du village où ils créent leurs ateliers respectifs de sculpture et de peinture.
Ami de John Berger, il participe à l'écriture de la série télévisée Ways of Seeing (en)[réf. nécessaire].
Il déménage en Suède dans les années 1970 et il vit à Stockholm avec l'actrice Anita Berger (née en 1939) Le couple a un fils et une fille,. 
Sven Blombert meurt, à l'âge de 83 ans, le 21 juin 2003 dans la paroisse Katarina de Stockholm. Il est inhumé au cimetière Katarina à Stockholm.